# Zonocryptus splendens
Zonocryptus splendens är en stekelart som först beskrevs av James Waterston 1930.  Zonocryptus splendens ingår i släktet Zonocryptus och familjen brokparasitsteklar. Inga underarter finns listade i Catalogue of Life.